# Daniel Arce
Daniel Arce, född 22 april 1992, är en spansk friidrottare som tävlar i hinderlöpning.

## Karriär
Vid europeiska spelen 2023 tog Arce guld på 3 000 meter hinder.